# Gesta Hungarorum

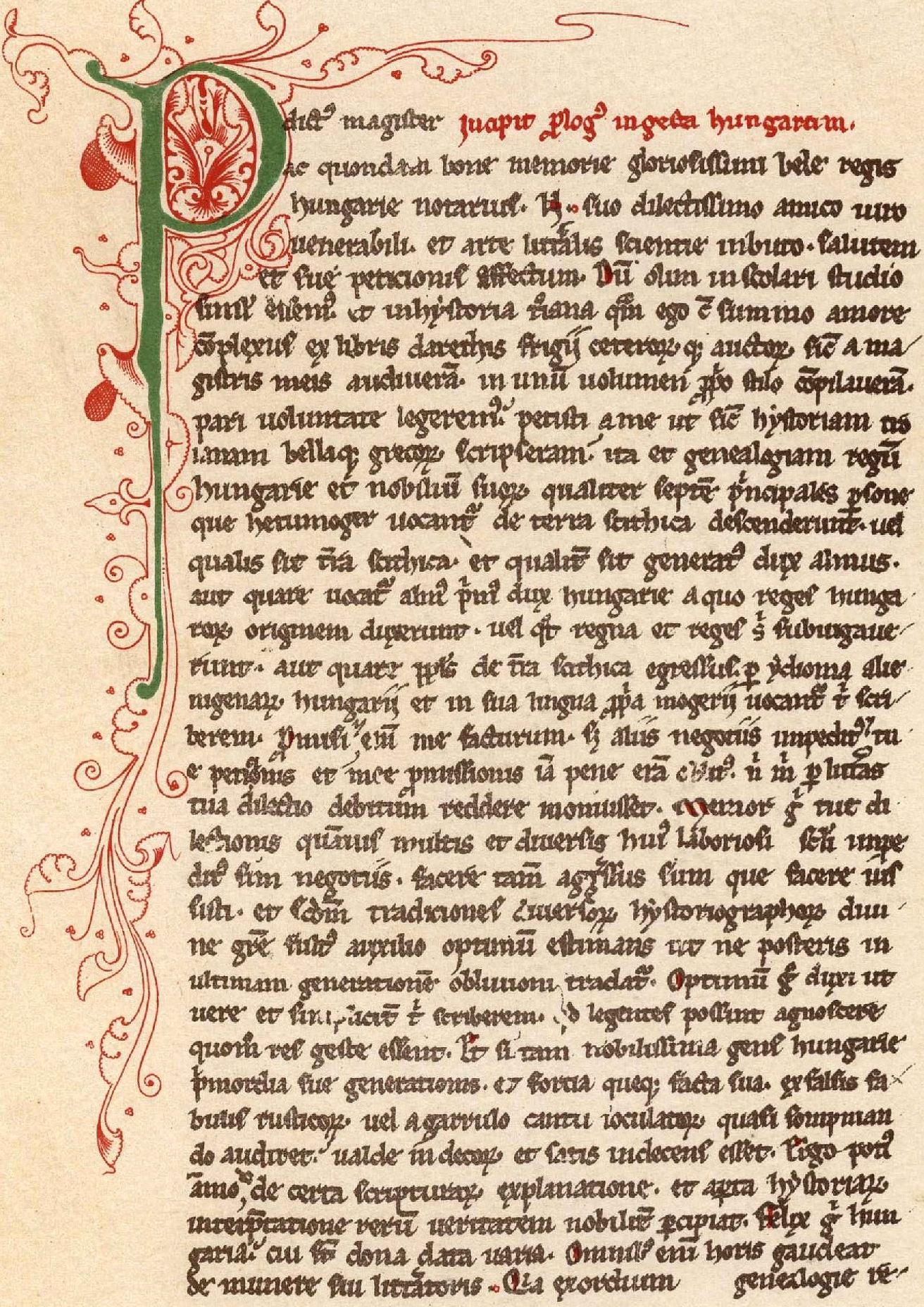
Titelblad van de Gesta Hungarorum

Gesta Hungarorum (Latijn voor "Daden van de Hongaren") is een historisch werk dat verhaalt over de Hongaren die zich vanaf ongeveer 895 in de Pannonische vlakte vestigen en over de vroege middeleeuwen in Hongarije.
Het was een notaris van ofwel Bela II, ofwel Béla III van Hongarije, die in de 12e eeuw voor het eerst verslag uitbracht van de Daden van de Hongaren. Deze anonieme notaris die zich Anonymus noemde, deed het relaas van de geschiedenis van Hongarije vanaf de landname in de 9e eeuw tot de kroning van Stefanus I. Hoewel in zijn kroniek vele interessante feiten over de levensstijl van de koloniserende Hongaren te lezen zijn, zijn de geschiedkundige beschrijvingen op vele plaatsen niet waarheidsgetrouw, maar eerder van fabelachtige aard. Hiertoe behoren uitgevonden namen en beschrijvingen van sprookjesachtige gebeurtenissen.
Het origineel van de Gesta Hungarorum is niet overgeleverd, maar een kopie uit de 13e eeuw wordt bewaard in de Nationale Széchényibibliotheek in Boedapest.